# Keith Hunter Jesperson
Keith Hunter Jesperson (6 de abril de 1955) es un asesino en serie canadiense conocido como el "Asesino del Rostro Feliz" por las caras sonrientes que dibujaba en sus cartas a los medios y fiscales. Tuvo una infancia violenta y turbulenta en virtud de un padre dominante y alcohólico. Su familia lo marginaba y los otros niños se burlaban de él por su gran tamaño a una edad joven. Era un niño solitario que mostraba una tendencia a torturar y matar animales.
A pesar de siempre meterse en problemas en su juventud, incluyendo dos intentos de asesinar a niños que lo habían molestado, Jesperson se graduó de la secundaria, obtuvo un trabajo como camionero, se casó, y tuvo tres hijos. En 1990, después de 15 años de matrimonio, Jesperson se divorció y su sueño de entrar en la Policía Montada de Canadá se le vino abajo por una lesión. Fue ese año, después de regresar a la conducción de camiones, cuando comenzó a asesinar.
Jesperson es conocido por matar a ocho mujeres en el curso de cinco años. La estrangulación era su método preferido, el mismo que solía usar para matar a animales cuando era niño. Después de que el cuerpo de su primera víctima, Taunja Bennett, fuera encontrado, la atención de los medios se centró en Laverne Pavlinac, una mujer que confesó falsamente haber matado a Bennett junto a su novio abusivo. A Jesperson le enfadaba no llamar la atención, y dibujó una cara sonriente en la pared de un baño público donde escribió una confesión anónima del asesinato, a cientos de kilómetros de distancia de la escena del crimen. Cuando eso no obtuvo respuesta, comenzó a escribir cartas a los medios y a los fiscales. Muchas de sus víctimas eran prostitutas y personas sin conexión con él; sin embargo, su última víctima fue su novia de mucho tiempo. Esa conexión fue lo que lo llevó a su caída. Mientras Jesperson había confirmado haber matado a más de 160 personas, solo se confirmaron ocho asesinatos.

## Primeros años
Nació el 6 de abril de 1955 del matrimonio formado por Leslie (Les) y Gladys Jesperson en Chilliwack, Columbia Británica, el hijo de en medio de dos hermanos y dos hermanas. Su padre era un alcohólico dominante y Jesperson ha dicho que su abuelo paterno también era violento. Les Jesperson negó ser un padre abusivo; sin embargo, mientras investigaba para su libro sobre Jesperson, el autor Jack Olsen confirmó el abuso con otros miembros de la familia.
En sus años de juventud, se le prestó menos atención que a sus hermanos y fue tratado de forma diferente por el resto de su familia. Después de mudarse a Selah, Washington, tuvo problemas para hacer amigos debido a su gran tamaño. Sus hermanos no lo ayudaban, en su lugar le pusieron el sobrenombre "Igor" o "Ig", un nombre que se quedó a lo largo de sus años de secundaria. Debido a esto, era un niño tímido, que jugaba solo. A menudo se metía en problemas por comportarse mal, a veces violentamente, y era severamente castigado por su padre. Esto incluía enormes palizas (a veces con un cinturón frente a otras personas) y, en uno de los casos, recibió una descarga eléctrica por parte de su padre.
Con tan solo cinco años capturaba y torturaba animales. Disfrutaba observar a los animales matarse entre sí como también el sentimiento de asesinarlos. Esto continuó mientras se hacía mayor. Capturaba pájaros, gatos y perros callejeros en el parque de la casa rodante donde vivía con su familia, golpeaba a los animales severamente y luego los estrangulaba hasta matarlos, algo de lo que su padre estaba orgulloso, según él. En los años siguientes, Jesperson dijo que a menudo pensó sobre cómo sería hacer lo mismo pero a gente.
Ese deseo se manifestó en dos intentos de asesinato. El primero ocurrió cuando Jesperson tenía cerca de 10 años. Tenía un amigo llamado Martin, y los dos se metían en problemas a menudo. Jesperson dijo que lo castigaron muchas veces por cosas que Martin había hecho y culpaba a Jesperson. Esto llevó a que Jesperson atacara a Martin, golpeándolo violentamente hasta que su padre los separó. Luego afirmó que su intención era asesinar al chico. Aproximadamente un año después, Jesperson estaba nadando en un lago cuando otro chico lo sostuvo bajo el agua hasta que se desmayó. Un tiempo después, en una piscina de la escuela, Jesperson intentó ahogar al niño, sosteniendo su cabeza bajo el agua hasta que un socorrista los separó.
Jesperson afirma que perdió su virginidad en la secundaria, a los 14 años, al sufrir una violación. Se graduó en 1973, pero no asistió a la universidad porque su padre no creía que pudiera estudiar. Aunque no era exitoso con las chicas en la secundaria y nunca había ido a un baile o a su graduación, tuvo una relación después de la secundaria. En 1975, con 20 años, se casó con Rose Hucke, y la pareja tuvo tres hijos (dos mujeres y un varón). Jesperson trabajó como camionero para mantener a su familia.
Varios años más tarde, Hucke comenzó a sospechar que Jesperson tenía aventuras. Creció la tensión en el matrimonio y, después de 14 años, Hucke decidió que había tenido suficiente. Mientras Jesperson estaba de viaje de trabajo conduciendo camiones, ella empacó sus pertenencias y las de sus hijos y se fue a vivir con sus padres en Spokane, Washington. La hija mayor, Melissa, tenía 10 años. Jesperson continuó pasando tiempo con sus hijos cuando estaba en la ciudad. La pareja se divorció en 1990.
A los 35 años, Jesperson comenzó a trabajar para ser agente en la Policía Montada del Canadá, pero sufrió una herida que terminó su sueño. Luego buscó trabajo de nuevo como conductor de camiones después de ubicarse en Cheney, Washington. Jesperson pronto se dio cuenta de que su trabajo le daba la oportunidad de asesinar sin que sospecharan de él.

## Crímenes
Su primera víctima conocida fue Taunja Bennett, el 21 de enero de 1990, cerca de Portland, Oregón. Él se presentó a Bennett en un bar y luego la invitó a la casa que alquilaba. Los dos empezaron a relacionarse íntimamente, pero pronto comenzó una discusión y él terminó golpeándola brutalmente y luego estrangulándola manualmente hasta la muerte. Estableció una coartada al volver al bar a tomar algo y conversar con otras personas. Luego regresó para recuperar el cuerpo de Bennet y deshacerse de ella y sus pertenencias. El cuerpo fue encontrado unos días después, pero no había sospechosos ni pistas.
A las 10 p. m. del jueves 12 de abril de 1990, en un lote de estacionamiento de un centro comercial en Mt. Shasta, California, Jesperson fue abordado por una mujer intoxicada con un bebé. La mujer y el niño terminaron en el auto de Jesperson, donde comenzó una conversación. Ella se presentó como Jean y el niño como su hijo de seis meses. Jesperson le dijo su nombre completo y le dio información sobre donde trabajaba y adónde iba. La conversación pronto se hizo sexual y condujeron a un lugar remoto. Durante una felación (mientras el bebé estaba en el asiento trasero), Jean se detuvo y le pidió que la llevara a su casa. Jesperson la obligó a terminar el acto y luego intentó quebrar su cuello cuando ella se enojó. Al no poder partir su cuello y no queriendo asesinar al niño, Jesperson los llevó de regreso al centro comercial.
Jesperson fue arrestado a punta de pistola en Corning, California poco después; los detalles personales que reveló lo llevaron hacia él. Fue interrogado en la escena y luego le sacaron las esposas y le dijeron que fuera a hablar con un detective en el Departamento de Policía de Shasta, a lo que él inmediatamente fue. Fue interrogado y afirmó que el cuello torcido de la mujer fue un accidente debido al espacio reducido del auto. También les llevó a la evidencia que apoyaba su versión, incluyendo mostrarles una botella de licor cerca del estacionamiento que él afirmó que era de Jean. Su versión aparentemente era más creíble que la de la acusadora, por lo que fue liberado. A pesar de eso, se presentó un cargo contra él por agresión sexual. Tras no presentarse al juicio, se emitió una orden de arresto. Fue arrestado en Iowa, en una estación de control de peso, después que buscaran su nombre en el Centro Nacional de Información de Crímenes y encontrasen la orden de arresto pendiente de California. Sin embargo, la orden de arresto del Condado de Shasta era demasiado débil, así que la orden se redujo a un delito menor. Después de eso, "el costo de la extradición no valía la pena", y fue finalmente exonerado de todos los cargos.
Fue un año y medio después de su primer asesinato cuando Jesperson asesinó de nuevo. El 30 de agosto de 1992, el cuerpo de una mujer desconocida que violó y estranguló fue encontrado cerca de Blythe, California. Él dice que se llamaba Claudia. Un mes después, en Turlock, California, se descubrió el cuerpo de Cynthia Lyn Rose. Él afirma que era una prostituta que entró a su camión en una parada de camiones mientras dormía. Su cuarta víctima fue otra prostituta, Laurie Ann Pentland, de Salem, Oregón. Su cuerpo fue encontrado en noviembre de ese año. De acuerdo con Jesperson, intentó cobrarle el doble de la tarifa por sexo. Ella amenazó con llamar a la policía, y él la estranguló. Más de seis meses después, en julio de 1993, se encontró a su próxima víctima, una "persona de la calle" en Santa Nella, California. Originalmente la policía había atribuido su muerte a una sobredosis. En 2022 fue identificada como Patricia Skiple, de 45 años. Más de un año después, en septiembre de 1994, otro cuerpo no identificado fue encontrado en Crestview, Florida. Jesperson afirma que su nombre era "Susanne". Fue identificada como Suzanne L. Kjellenberg en 2023.
En enero de 1995, Jesperson acordó llevar a una mujer joven, Angela Surbrize, de Spokane, Washington, a Indiana en su camión. Aproximadamente una semana en el viaje, Surbrize se volvió impaciente y comenzó a decirle a Jesperson que se apurara, ya que quería ver a su novio. En respuesta, Jesperson la violó y la estranguló. Luego la ató a su camión y la arrastró boca abajo. Sus restos no se encontraron durante muchos meses- y solo después que Jesperson dio detalles a la policía. Dos meses después de asesinar a Surbrize, Jesperson decidió que su novia de mucho tiempo, Julie Ann Winningham, solo lo quería por dinero. El 10 de marzo de 1995 la estranguló en Washougal, Washington. Fue la única víctima que estaba vinculada a él, lo que llevó a la policía a seguirlo.
Jesperson fue detenido el 30 de marzo de 1995 por el asesinato de Winningham. Había sido interrogado por la policía una semana antes, pero no tenían motivos para arrestarlo después de que se negase a hablar. En los días siguientes, Jesperson decidió que pronto iba a ser arrestado, así que se entregó con la esperanza de obtener clemencia en su sentencia. Durante su detención, comenzó a revelar detalles de sus asesinatos y haciendo afirmaciones de muchos otros, la mayoría de los cuales luego se retractó. Días después de su arresto también escribió una carta a su hermano, donde confesaba haber asesinado a ocho personas en el curso de cinco años, lo que llevó a la policía de varios estados del país a reabrir antiguos casos, muchos de los cuales eran posibles víctimas de Jesperson.
Aunque Jesperson en un cierto momento dijo que había matado a 160 víctimas, solo se confirmaron los asesinatos de ocho mujeres en California, Florida, Nebraska, Oregón, Washington y Wyoming. Actualmente está condenado a tres cadenas perpetuas consecutivas en la Penitenciaría del Estado de Oregón, en Salem. En septiembre de 2009 fue acusado de asesinato en el Condado de Riverside, California, y fue extraditado a California para enfrentar los cargos en diciembre.

### Laverne Pavlinac
A principios de la investigación del asesinato de Taunja Bennett, Laverne Pavlinac leyó los informes de las noticias sobre la muerte de Taunja Bennett y vio una oportunidad para forzar el fin de su relación con un novio abusivo, John Sosnovske. Arregló una reunión con los detectives y dio una confesión falsa, utilizando los detalles que había leído en los informes periodísticos para dar una historia detallada sobre cómo Sosnovske la obligó a ayudarlo a violar, asesinar, y ocultar el cuerpo de Bennett. Pavlinac y Sosnovske fueron condenados por el asesinato en febrero de 1991. Para evitar la posibilidad de enfrentar una pena de muerte, Sosnovske se declaró culpable. Fue sentenciado a cadena perpetua, mientras que Pavlinac fue sentenciada a menos de 10 años, mucho más de lo que había anticipado. Pronto admitió haber inventado todo, pero sus reclamos fueron ignorados.
El 27 de noviembre de 1995, más de cinco años desde su condena, Pavlinac y Sosnovske fueron liberados de prisión después que Jesperson y su abogado ofrecieron su confesión con evidencia convincente de su culpa. Él les dio la ubicación a los policías de la cartera de la víctima. La cartera no se había encontrado, y su ubicación fue considerada información que solo el asesino sabría.

### "El Asesino del Rostro Feliz"
En las semanas siguientes al asesinato de Taunja Bennet, como toda la atención se dirigía a Pavlinac y a Sosnovske, Jesperson escribió una confesión en la pared de un baño de una parada de camiones y la firmó con un rostro sonriente. Cuando no le dio la atención que buscaba, escribió cartas a los medios y los departamentos de policía confesando sus asesinatos, comenzando con una carta de seis páginas a The Oregonian en la que revelaba los detalles de sus asesinatos. Esto llevó a Phil Stanford, el periodista trabajador de la historia para The Oregonian, copiara 'El Asesino del Rostro Feliz' de Jesperson.

## La hija de Jesperson
En noviembre de 2008, la hija de Jesperson, Melissa G. Moore, apareció en El show del Dr. Phil para hablar sobre su padre. También estuvo en The Oprah Winfrey Show el 17 de septiembre de 2009, y en un especial el 20 de agosto de 2010. En 2009, Melissa publicó un libro titulado, Shattered Silence: The Untold story of a Serial Killer's Daughter. Moore vivió con su padre hasta el divorcio de sus padres en 1990. Notó a su padre diferente cuando ella estaba en la escuela primaria. Su casa estaba rodeada de un huerto de manzanos, y su padre asesinaba gatos callejeros que vagaban cerca. Un día observó horrorizada cómo colgaba gatitos callejeros en un tendedero de su familia. Huyó a decirle a su madre, y cuando regresaron, los gatos estaban en el suelo muertos. Él había observado y se había reído mientras los gatitos intentaban escapar, luego los asesinó.

## Ylenia Carrisi
En 2015 se investigó la posibilidad de que Keith Hunter Jesperson asesinara en 1994 tras recogerla en una gasolinera de Florida a Ylenia Carrisi, la hija desaparecida de Albano Carrisi y Romina Power. Se solicitaron pruebas de ADN a sus padres al comprobar que el esqueleto encontrado coincidía con la fecha de la desaparición, similitudes físicas, y en que el presunto asesino confesó haber matado a una chica llamada "Suzanne" (como Ylenia se hacía llamar durante su viaje por los EE. UU., según una amiga) a la que reconoció en las fotos que le presentaron de Carrisi. Albano accedió a ceder su ADN para la prueba, que resultó negativa.